# Bardomiano Viveros
Bardomiano Viveros Gutiérrez (Copándaro de Galeana; 10 de enero de 1954-Santiago de Querétaro; 11 de mayo de 1994) fue un futbolista mexicano que jugó de defensa.

## Trayectoria
Estuvo de 1976-1982 bajo contrato en el CD Cruz Azul, con el que ganó el título de Liga en las temporadas 1978-79 y 1979-80 y fue subcampeón en la 1980-81. De 1982 a 1984, jugó sus últimas campañas con Tampico Madero.

## Selección nacional
Jugó para la selección amateur mexicana en el Torneo Olímpico de Fútbol de Montreal 1976, donde actuó en los partidos contra Francia (1-4) e Israel (2-2).

### Participaciones en Juegos Olímpicos
| Torneo                   | Sede     | Resultado    |
| ------------------------ | -------- | ------------ |
| Juegos Olímpicos de 1976 | Montreal | Primera fase |

## Palmarés

### Títulos nacionales
| Título           | Equipo    | País   | Año     |
| ---------------- | --------- | ------ | ------- |
| Primera División | Cruz Azul | México | 1978-79 |
| Primera División | Cruz Azul | México | 1979-80 |

### Títulos internacionales
| Título                        | Equipo         | País   | Año  |
| ----------------------------- | -------------- | ------ | ---- |
| Torneo Juvenil de la Concacaf | México sub-20  | México | 1973 |
| Juegos Panamericanos          | México amateur | México | 1975 |
| Preolímpico de Concacaf       | México amateur | Varias | 1976 |